# Gunnar Höjer
Gunnar Fredrik Höjer (25. januar 1875 – 13. marts 1936) var en svensk gymnast som deltog i OL 1908 i London.
Höjer blev olympisk mester i gymnastik under OL 1908 i London. Han var med på det svenske hold som vandt holdkonkurrencen i multikamp.